# Валь-де-Бань (Вале)
Валь-де-Бань (фр. Val de Bagnes) — громада  в Швейцарії в кантоні Вале, округ Антремон.

## Географія
Громада розташована на відстані близько 100 км на південь від Берна, 21 км на південний захід від Сьйона.
Валь-де-Бань має площу 301,9 км², з яких на 2,4% дозволяється будівництво (житлове та будівництво доріг), 15,3% використовуються в сільськогосподарських цілях, 15,4% зайнято лісами, 67% не є продуктивними (річки, льодовики або гори).

## Демографія
2019 року в громаді мешкало 10 185 осіб (+8,8% порівняно з 2010 роком), іноземців було 27,6%. Густота населення становила 34 осіб/км².
За віковим діапазоном населення розподілялося таким чином: 19% — особи молодші 20 років, 60,3% — особи у віці 20—64 років, 20,7% — особи у віці 65 років та старші. Було 4679 помешкань (у середньому 2,2 особи в помешканні).
Із загальної кількості 6417 працюючих 299 було зайнятих в первинному секторі, 1074 — в обробній промисловості, 5044 — в галузі послуг.